# Comté de Trayning
Le Comté de Trayning est une zone d'administration locale au sud-est de l'Australie-Occidentale en Australie. Le comté est situé à 60 kilomètres au nord-ouest de Merredin et à environ 240 kilomètres à l'est de Perth, la capitale de l'État. 
Le centre administratif du comté est la ville de Trayning.
Le comté est divisé en un certain nombre de localités:
- Trayning
- Kununoppin
- Yelbeni

Le comté a 9 conseillers locaux et n'est plus  divisé en circonscriptions.